# Messias Donato
Manoel Messias Donato Bezerra (Itororó, 6 de Agosto de 1976) é um político brasileiro, filiado ao Republicanos, eleito para o cargo de Deputado Federal por Espírito Santo.

## Biografia
Manoel começou sua vida política em 2008 onde tentou se candidatar à vereador de Cariacica, não conseguindo se elegendo, tendo a votação de 1.662 votos (1,00%).
Manoel se elegeu Vereador de Cariacica em 2012 sendo reeleito em 2016.
Em 2022 abandonou sua posição na Prefeitura de Cariacica como Secretário de Governo para se candidatar à Deputado Federal, no qual acabou se elegendo com 42.640 votos.